# AFL-CIO

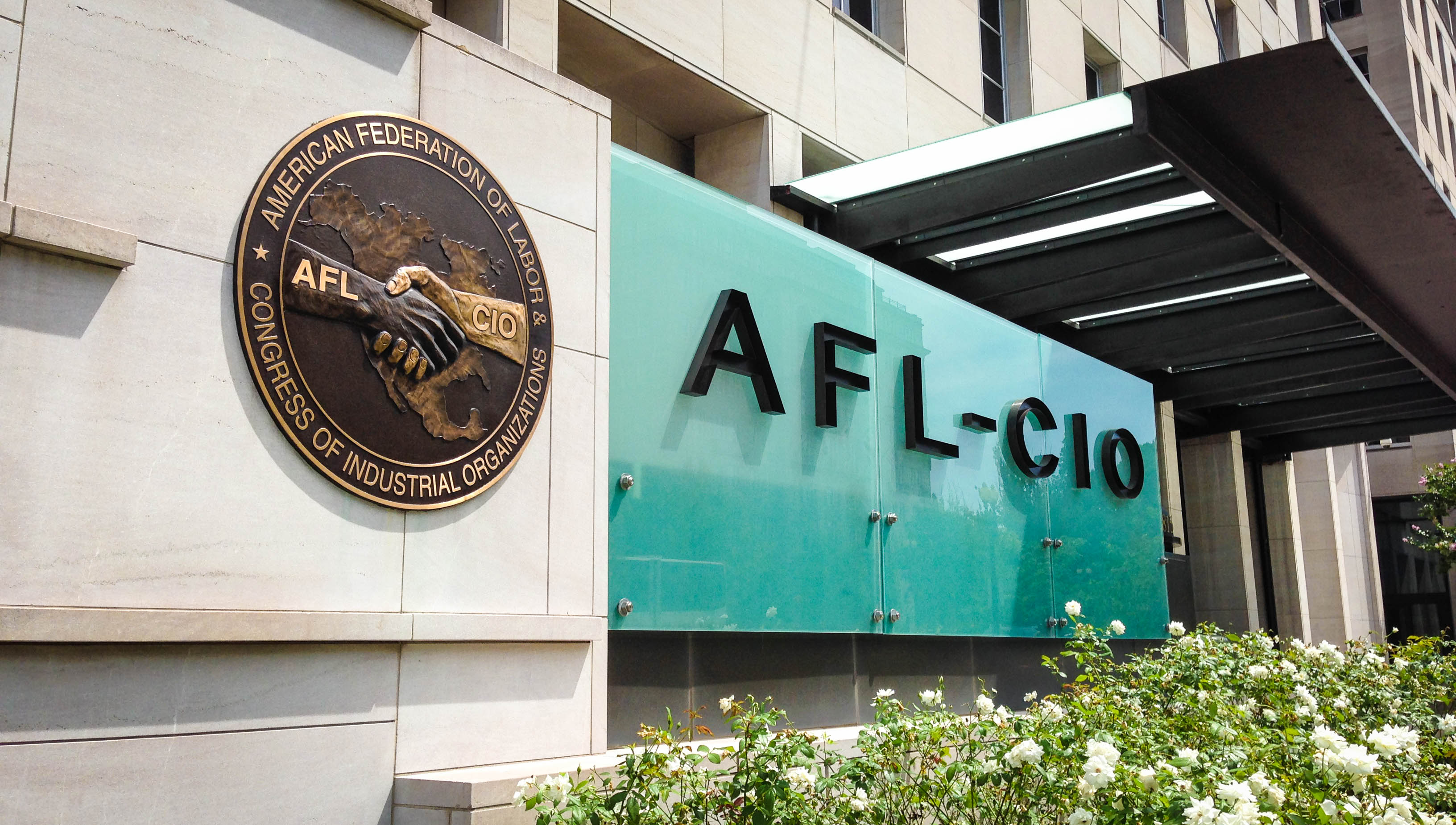
AFL-CIO:s huvudkontor i Washington, D.C.

American Federation of Labor and Congress of Industrial Organizations (AFL-CIO) är USA:s största fackorganisation. Organisationen är federalistiskt uppbyggd av 56 nationella och internationella (bland annat från Kanada) arbetstagarorganisationer. År 2014 representerade man sammanlagt omkring 12,7 miljoner arbetstagare.
AFL-CIO grundades den 5 december 1955 då American Federation of Labor (AFL) och Congress of Industrial Organizations (CIO) slogs ihop efter en tids stridigheter dem emellan. Från 1955 till 2005 representerade AFL-CIO:s fackförbund och -föreningar praktiskt taget alla fackanslutna arbetare i USA. De största fackföreningarna i AFL-CIO är American Federation of Teachers (AFT), med cirka 1,7 miljoner medlemmar, och American Federation of State, County and Municipal Employees (AFSCME), med omkring 1,4 miljoner medlemmar. År 2005 bröt sig flera stora fackföreningar loss från AFL-CIO och bildade Change to Win, men flera av föreningarna har sedan dess återgått till AFL-CIO.

## Ordföranden
- George Meany (1955–1979)
- Lane Kirkland (1979–1995)
- Thomas R. Donahue (1995)
- John Sweeney (1995–2009)
- Richard Trumka (2009–2021)
- Liz Shuler (2021–)